# Abdij van Wiblingen

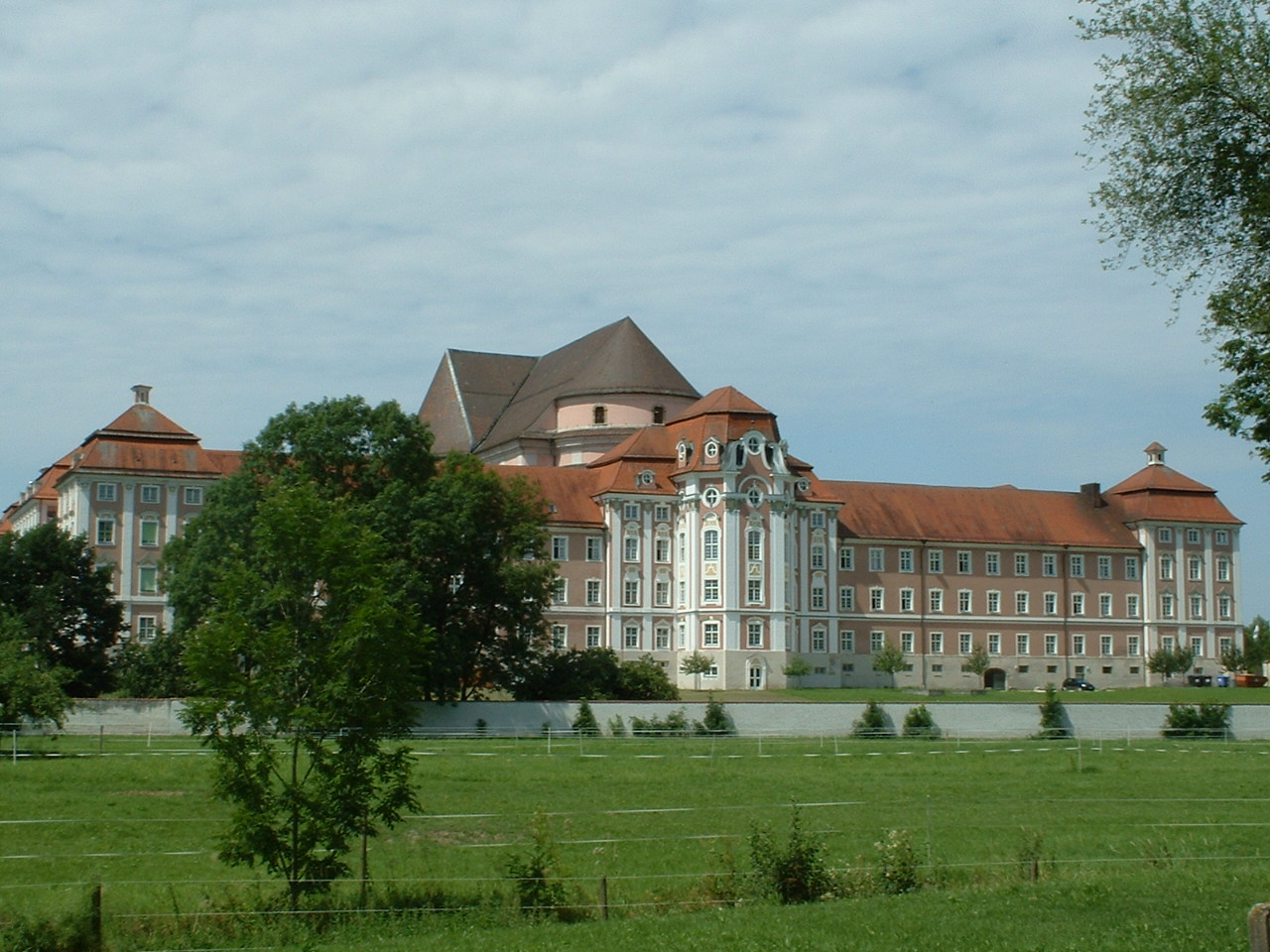
Abdij van Wiblingen

De Abdij van Wiblingen was een benedictijner abdij in Baden-Württemberg.
In 1093 stichtten de graven Hartmann en Otto van Kirchberg het klooster Sankt Martin in Wiblingen. Het klooster werd bevolkt vanuit de abdij Sankt Blasien. Sinds 1448 probeerde het klooster de voogdijrechten van de familie van de stichters te verbreken door het burgerrecht van de naburige rijksstad Ulm aan te nemen. Keizer Frederik III droeg de bescherming van de abdij in 1471 over aan Ulm. Een poging van de rijksstad Ulm om de voogdijrechten te verwerven samen met het graafschap Kirchberg werd verhinderd door het hertogdom Beieren. In 1507 kwam de voogdij aan Fugger, die de voogdij met veel strijd tot in de zeventiende eeuw kon handhaven. Ulm probeerde vergeefs de Reformatie in te voeren.
In 1701 werd het klooster voogdvrij en verwierf het de gerechtshoogheid over zijn onderdanen in Wiblingen, Fischerhausen, Donaustetten, Gögglingen, Stetten, Dellmensingen en Unterweiler. Het klooster bleef echter onder de landshoogheid van Voor-Oostenrijk.
In de Vrede van Presburg met het Eerste Franse Keizerrijk van 26 december 1805 deed de Habsburgse monarchie afstand van Voor-Oostenrijk ten gunste van het keurvorstendom Baden, het koninkrijk Württemberg en het koninkrijk Beieren. Omdat Wiblingen niet expliciet in het verdrag vermeld was, ontstond er een strijd tussen die drie landen om het bezit van de abdij en het bijbehorende gebied. Op 20 november kwam een commissaris van Baden de abdij in bezit nemen, maar deze werd op 22 november verdreven door een Beiers gezant. Op 31 december volgde een bezetting door Württembergse troepen die na gevechten op 3 januari 1806 door Beierse troepen werden verdreven. Beieren hief het klooster op 27 maart 1806 op. In artikel 13 van de Rijnbondakte van 12 juli 1806 stond Beieren de voormalige abdij af aan Württemberg, waarna het laatste land het gebied op 10 september in bezit nam.

## Afbeeldingen

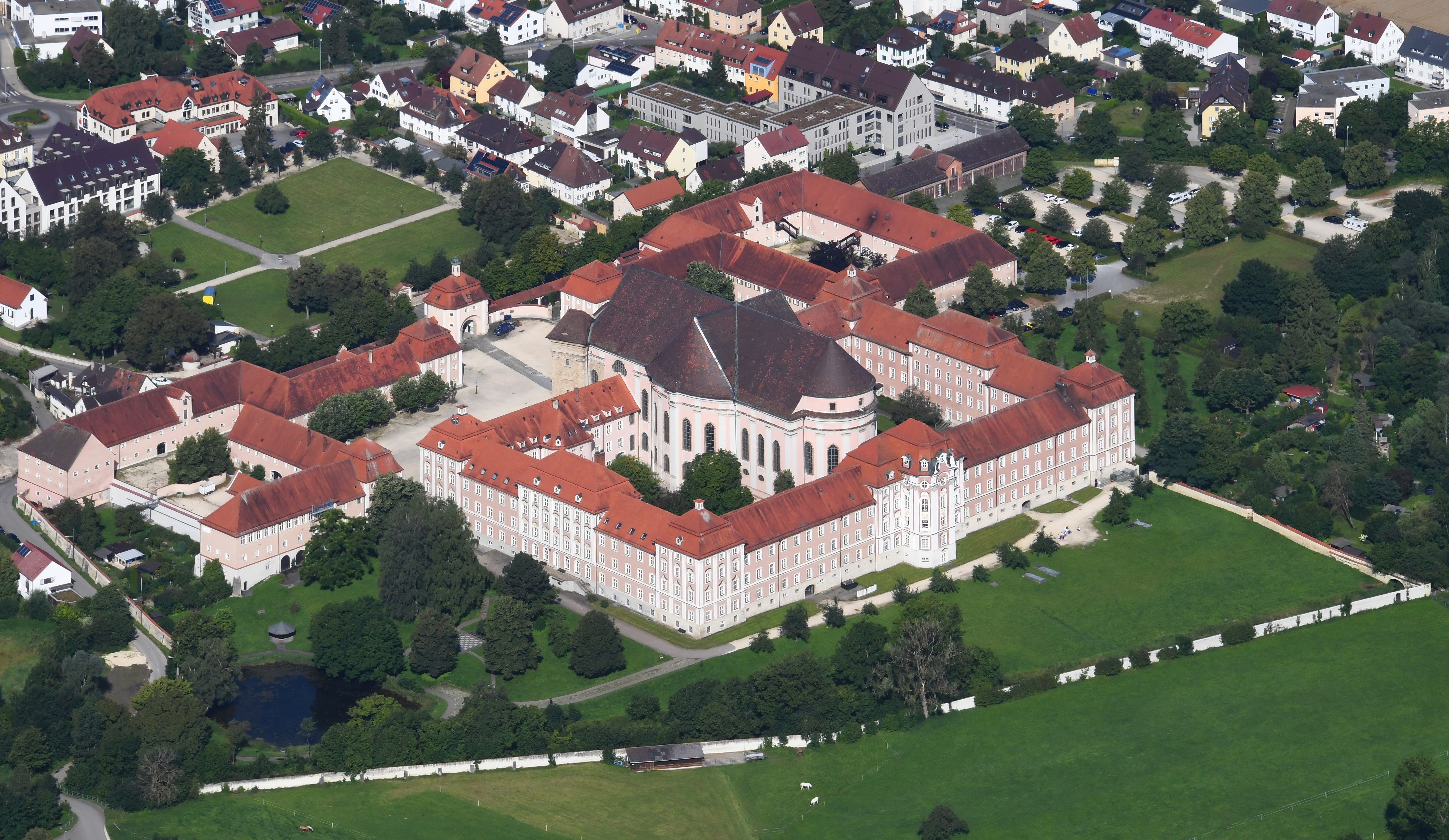
Luchtfoto van de abdij van Wiblingen
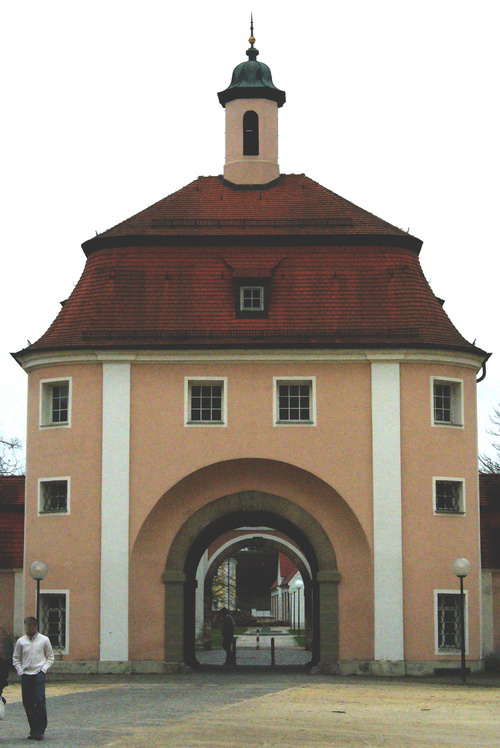
Ingang van het klooster
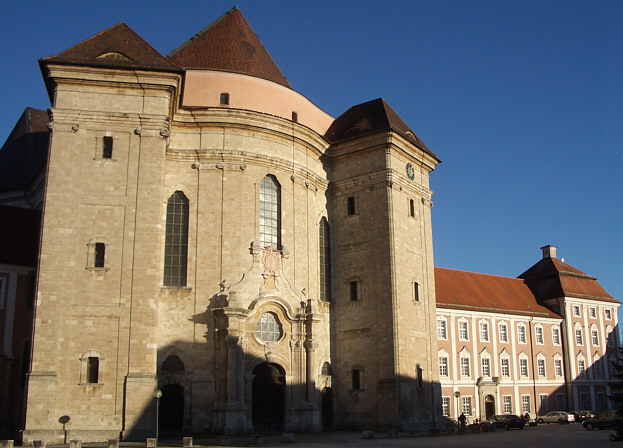
De kerk van het klooster, met onvoltooide torens.
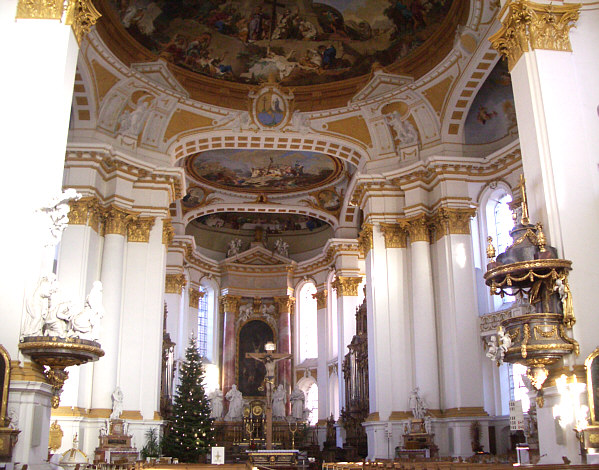
Interieur van de kerk
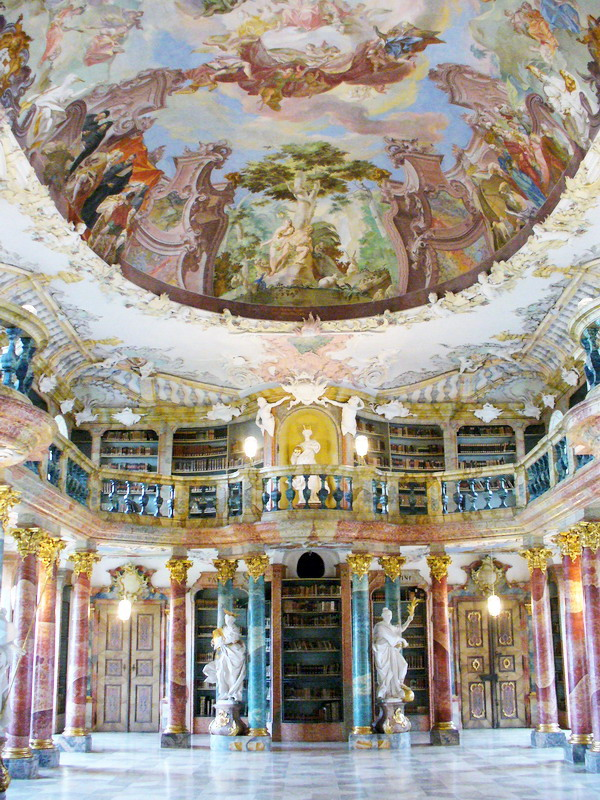
Interieur van de bibliotheek